# Dansen bij Jansen

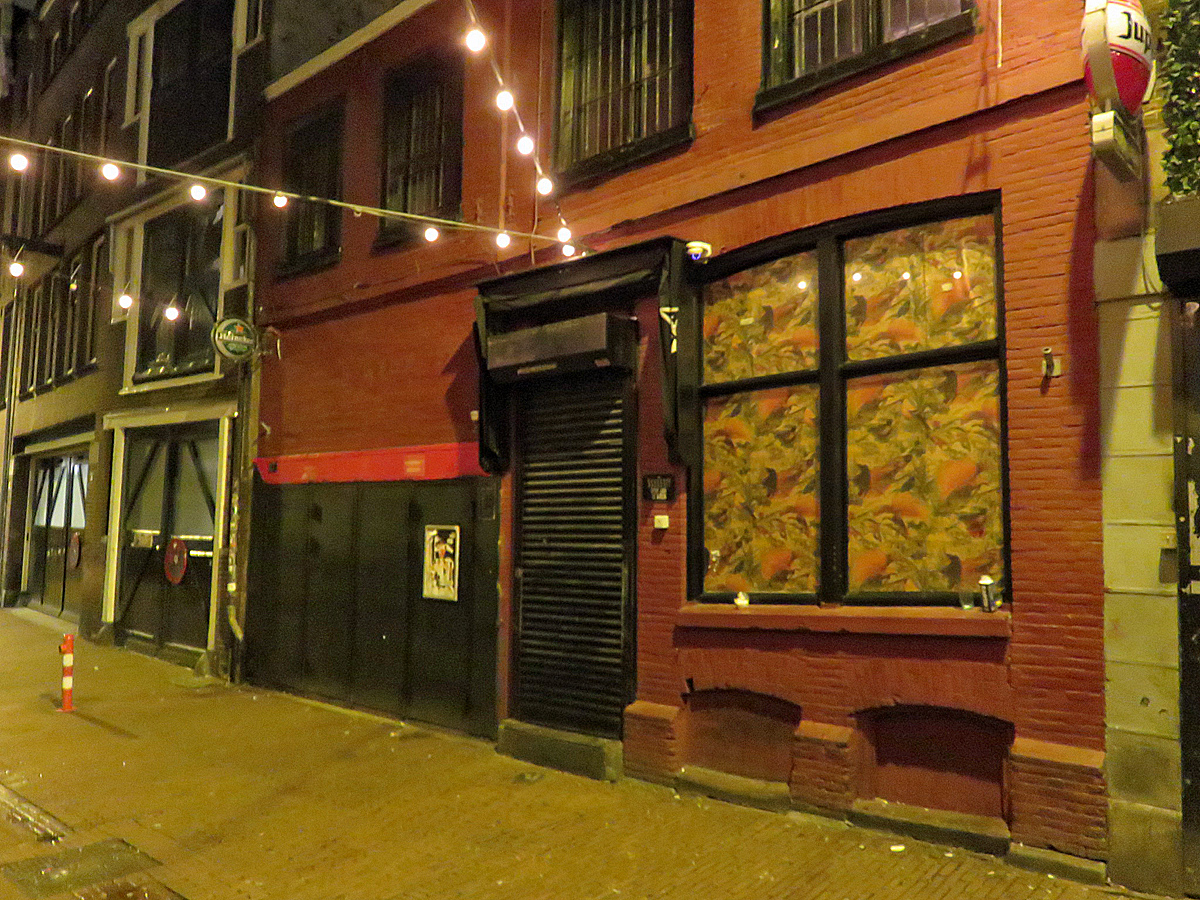
Het pand aan de Handboogstraat 11, waar van 1977-2013 discotheek Dansen bij Jansen gevestigd was (foto uit 2022)

Dansen bij Jansen was van 1977 t/m 2013 een studentendiscotheek aan de Handboogstraat in de binnenstad van Amsterdam. De zaak was populair bij bezoekers tot ver buiten de stad.
Dansen bij Jansen was een initiatief van rechtenstudent Maarten van den Biggelaar die in 1977 nergens in de stad een plek vond waar hij met zijn vriendin kon dansen. Samen met vier vrienden nam hij toen het uitgebrande country- en westerncafé Tuf-Tuf aan de Handboogstraat 11 over en opende er op 27 oktober van dat jaar een studentendiscotheek onder de naam Dansen bij Jansen.
De inrichting van de nieuwe zaak was zeer sober en eenvoudig en qua muziek werd disco, soul en funk door elkaar gedraaid. De prijs voor een biertje lag destijds op 1,25 gulden en de disco was in principe alleen toegankelijk voor studenten. In de jaren tachtig kwam er wat overlast van punkers die na sluitingstijd van het kraakpand Vrankrijk in de Spuistraat naar Dansen bij Jansen kwamen, aangezien laatstgenoemde zaak pas om vier uur hoefde te sluiten.
In 1987 werd Dansen bij Jansen overgenomen door Tijmen Vermaas, die er aanvankelijk als portier gewerkt had. In de jaren tachtig was het uitgaansleven nog sterk per doelgroep verdeeld en gingen studenten vooral naar discotheek Winston in de Warmoesstraat of nachtcafé Cooldown in de Lange Leidsedwarsstraat. Ouderejaars studenten gingen dan naar Odeon, Escape en Mazzo, maar later werden deze grenzen vager waardoor steeds meer veiligheidsmaatregelen genomen moesten worden om de verschillende groepen in goede banen te leiden. 
Dansen bij Jansen werd in oktober 2013 gesloten, waarna het pand werd overgenomen door een groep horeca-ondernemers die er nog in hetzelfde jaar Disco Dolly openden.